# Хазе, Минерва Фабьен
Минерва Фабьен Хазе (нем. Minerva Fabienne Hase; род. 10 июня 1999, Берлин) — немецкая фигуристка, выступающая в парном катании. С Никитой Володиным  они — серебряные (2025) и бронзовые (2024) призёры чемпионата мира, чемпионы Европы (2025), двукратные победители финала Гран-при (2023, 2024). С Ноланом Зегертом они — бронзовые призёры этапа Гран-при Rostelecom Cup (2019) и трёхкратные чемпионы Германии (2019, 2020, 2022), участники Олимпийских игр (2022).

## Биография
Хазе родилась 10 июня 1999 года в Берлине. Она училась в «Schul- und Leistungssportzentrum» в Берлине.

## Карьера

### Одиночное катание
Хазе начала кататься на коньках в 2004 году. До конца 2013 года она выступала на детском международном уровне, в январе 2016 года заняла пятое место в категории юниоров на молодежном чемпионате Германии.

### Сезон 2014/2015: Первый сезон в парах
Хазе встала в пару с Ноланом Зегертом в 2014 году. Международный дебют пары состоялся в конце ноября на NRW Trophy 2014, где они завоевали бронзовую медаль. В январе 2015 года они взяли бронзу на Кубке Торуни, а затем отправились на чемпионат Европы 2015 года в Стокгольм, где заняли одиннадцатое место в короткой программе, десятое в произвольной программе и одиннадцатое в сумме. Они также завоевали бронзу на International Challenge Cup.

### Сезон 2015/2016
Дебютировав в серии «Челленджер», Хазе / Зегерт заняли 6-е место на Nebelhorn Trophy 2015 года . Затем они выиграли золото на NRW Trophy и заняли шестое место на Tallinn Trophy. В новом году они стали вторыми на Sarajevo Open и Bavarian Open.

### Сезон 2016/2017
В ноябре Хазе / Зегерт выиграли золото на NRW Trophy 2016 и бронзу на Warsaw Cup 2016. В следующем месяце они выступили на чемпионате Германии, но снялись после короткой программы из-за травмы Минервы.
В январе Хазе / Зегерт выступили на Кубке Торуни 2017 года, заняв четвертое место, а затем на чемпионате Европы 2017 года в Остраве стали двенадцатыми. В марте пара взяла бронзу на Кубке Тироля и выступила на чемпионате мира 2017 года в Хельсинки. Они обновили личный рекорд в короткой программе, получив 59,76 балла, но стали лишь 19-ми и не попали в финальный сегмент соревнований.

### Сезон 2017/2018
В октябре Хазе / Зегерт финишировали восьмыми на Finlandia Trophy 2017 и четвертыми на Minsk-Arena Ice Star 2017. Они обогнали Аннику Хокке и Рубена Бломмарта на 5,77 балла в борьбе за бронзовую медаль на Warsaw Cup в ноябре. В следующем месяце пара завоевала серебро на чемпионате Германии вслед за Алёной Савченко и Брюно Массо. Тем не менее, Хазе / Зегерт не попали в состав сборной Германии на зимние Олимпийские игры 2018 года, заняв третье место в национальном квалификационном зачете.
Из-за травмы спины, полученной Хазе, пара не смогла принять участие на чемпионате Европы 2018 года.

### Сезон 2018/2019: Первый национальный титул
Хазе / Зегерт начали новый соревновательный сезон на Nebelhorn Trophy 2018, где заняли четвертое место. Пара впервые получила право участия в Гран-при. Они заняли пятое место на Skate America и седьмое на Internationaux de France. После четвёртого места на «Золотом коньке Загреба» они выиграли свой первый национальный титул на чемпионате Германии 2019 года.
Хазе / Зегерт заняли шестое место на чемпионате Европы 2019 года, а на International Challenge Cup выиграли золото. Это стало их первой победой на международном взрослом соревновании, они также улучшили личный рекорд (185,38 балла). Хазе / Зегерт вошли в состав сборной Германии на чемпионат мира 2019 года в Сайтаме. В короткой программе они вновь улучшили личный рекорд (64,28 балла) и заняли десятое место. Однако неудачно исполненная поддержка в произвольной программе отодвинула их на тринадцатое место.

### Сезон 2019/2020: медаль Гран-при
После того, как пара Хокке / Бломмарт распалась в апреле 2019 года, Хазе / Зегерт стали единственной немецкой парой, получившей право участвовать на двух этапах Гран-при сезона 2019/2020. Они заняли пятое место на Nebelhorn Trophy 2019, установив личные рекорды в короткой программе и в сумме, а затем заняли седьмое место на Internationaux de France 2019. На втором своём этапе Гран-при, Rostelecom Cup 2019, Хазе / Зегерт заняли четвертое место в короткой программе, но в произвольной программе занимавшие третье место Ксения Столбова и Андрей Новосёлов выступили неудачно, а Хазе / Зегерт показали результат, близкий к личному рекорду. В сумме они заняли третье место, за счёт запаса в короткой программе опередив австрийцев Мириам Циглер / Зеверин Кифер, которым проиграли произвольную программу. Бронзовая медаль стала их первой наградой Гран-при, которую Зегерт назвал «самым важным моментом в карьере».
После завоевания второго национального титула, Хазе / Зегерт включены в состав сборной на чемпионат Европы 2020 года, где они заняли пятое место в короткой программе с новым личным рекордом, впервые получив 70 баллов. Несмотря на допущенные ошибки в произвольной программе, они сохранили своё пятое место, хотя Хазе назвала исполнение плохим. Чемпионат Европы оказался последним соревнованием для немцев в сезоне, поскольку чемпионате мира в Монреале был отменён из-за пандемии коронавируса.

### Сезон 2020/2021
Хазе / Зегерт дебютировали в сезоне на Nebelhorn Trophy 2020. Из-за ограничений, связанных с продолжающейся пандемией, на турнире выступали только те спортсмены, которые тренируются в Европе. Хазе и Зегерт заняли первое место после короткой программы, но снялись перед произвольной программой из-за травмы, полученной на тренировке.
Хазе / Зегерт должны были принять участие на этапе Гран-при во Франции, но он был отменён. Они должны были выступать на чемпионате мира 2021 года в Стокгольме, но после того, как Хазе повредила ногу на тренировке, они были вынуждены отказаться от участия.

## Результаты

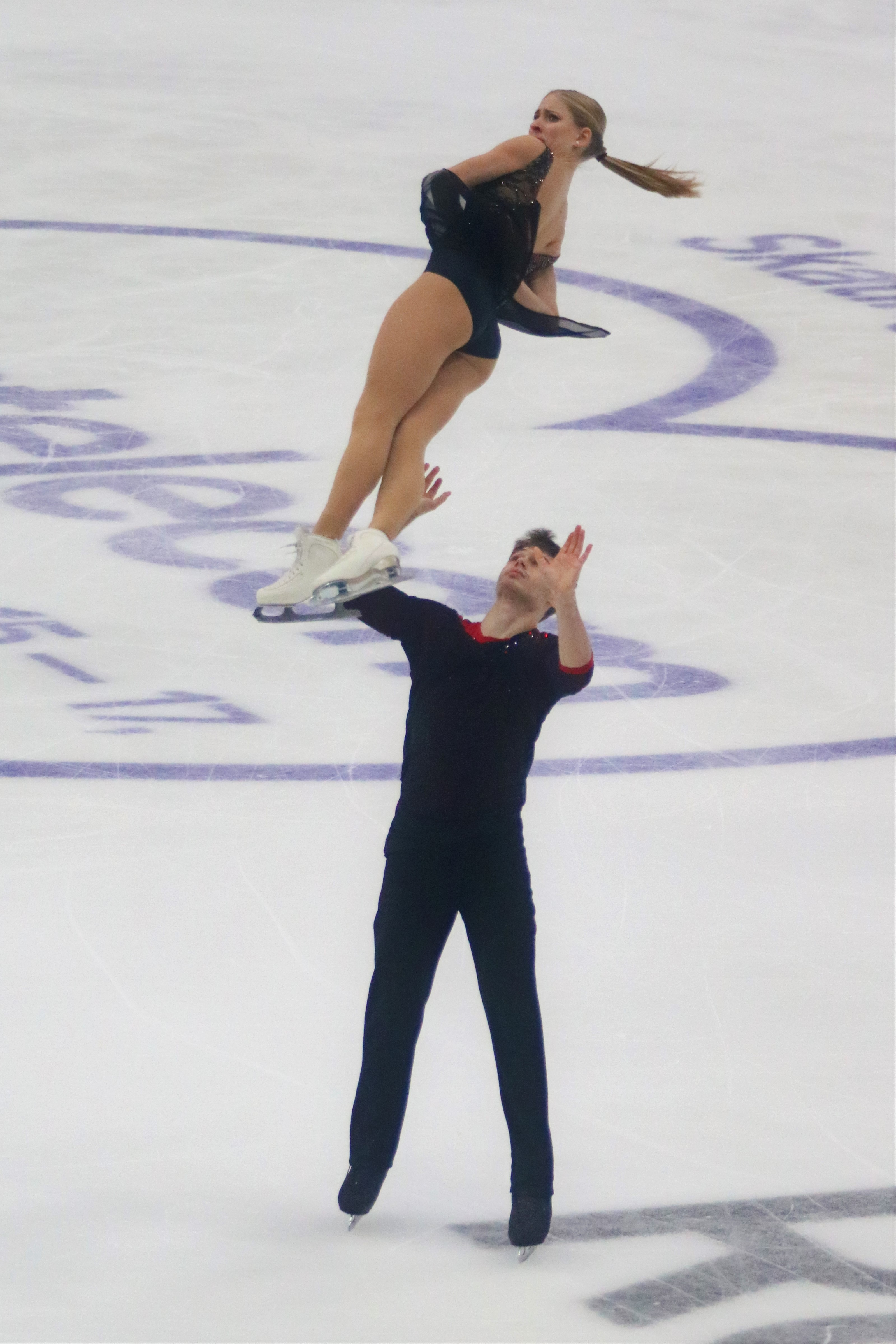
Минерва Хазе и Нолан Зегерт на Rostelecom Cup 2019

(с Никитой Володиным)
| Соревнование                        | 23/24         | 24/25         |
| Международные                       | Международные | Международные |
| ----------------------------------- | ------------- | ------------- |
| Чемпионат мира                      | 3             | 2             |
| Чемпионат Европы                    | 5             | 1             |
| Финал Гран-при                      | 1             | 1             |
| Этап Гран-при. NHK Trophy           | 1             |               |
| Этап Гран-при. Grand Prix de France |               | 1             |
| Этап Гран-при. Cup of China         |               | 2             |
| Этап Гран-при. Финляндия            | 1             |               |
| CS Lombardia Trophy                 | 2             |               |
| CS Nebelhorn Trophy                 | 1             | 1             |
| Budapest Trophy                     | 1             |               |
| Trophée Métropole Nice              |               | 1             |
| CS — турнир серии «челленджер»      |               |               |

(с Ноланом Зегертом)
| Соревнование                     | 14/15         | 15/16         | 16/17         | 17/18         | 18/19         | 19/20         | 20/21         | 21/22         |
| Международные                    | Международные | Международные | Международные | Международные | Международные | Международные | Международные | Международные |
| -------------------------------- | ------------- | ------------- | ------------- | ------------- | ------------- | ------------- | ------------- | ------------- |
| Олимпийские игры                 |               |               |               |               |               |               |               | 16            |
| Чемпионаты мира                  |               |               | 19            |               | 13            | C             | WD            | 5             |
| Чемпионаты Европы                | 11            |               | 12            |               | 6             | 5             |               | 8             |
| Этап Гран-при. Trophée de France |               |               |               |               | 7             | 7             | C             |               |
| Этап Гран-при. Cup of Russia     |               |               |               |               |               | 3             |               |               |
| Этап Гран-при. Skate America     |               |               |               |               | 5             |               |               |               |
| Этап Гран-при. Skate Canada      |               |               |               |               |               |               |               | 5             |
| CS Finlandia Trophy              |               |               | 7             | 8             |               |               |               | 7             |
| CS Золотой конёк Загреба         |               |               |               |               | 4             | 3             |               |               |
| CS Ice Star                      |               |               |               | 4             |               |               |               |               |
| CS Nebelhorn Trophy              |               | 6             | 6             |               | 4             | 5             | WD            | 1             |
| CS Кубок Таллина                 |               | 6             |               |               |               |               |               |               |
| CS Warsaw Cup                    |               |               | 3             | 3             |               |               |               |               |
| Bavarian Open                    |               | 2             |               |               |               |               |               |               |
| International Challenge Cup      | 3             |               |               |               | 1             |               | WD            |               |
| Кубок Ниццы                      |               | 4             |               |               |               |               |               |               |
| Кубок Тироля                     |               |               | 3             |               |               |               |               |               |
| NRW Trophy                       | 3             | 1             | 1             |               |               |               | 2             |               |
| Кубок Торуни                     | 3             |               | 4             |               |               |               |               |               |
| Национальные                     |               |               |               |               |               |               |               |               |
| Чемпионаты Германии              | 2             | 3             |               | 2             | 1             | 1             | WD            | 1             |
| CS — турнир серии «челленджер»   |               |               |               |               |               |               |               |               |